# Diocesi di Puzia di Numidia
La diocesi di Puzia di Numidia (in latino Dioecesis Putiensis in Numidia) è una sede soppressa e sede titolare della Chiesa cattolica.

## Storia
Puzia di Numidia, nell'odierna Algeria, è un'antica sede episcopale della provincia romana di Numidia.
Sono due i vescovi attribuiti a questa diocesi africana. Alla conferenza di Cartagine del 411, che vide riuniti assieme i vescovi cattolici e donatisti dell'Africa romana, prese parte il donatista Felice, episcopus Putiensis. Gli autori attribuiscono questo vescovo alla sede di Puzia di Numidia; Mandouze tuttavia fa notare che la provincia di appartenenza non è indicata negli atti della conferenza, per cui Felice potrebbe anche essere vescovo di Puzia di Bizacena.
Secondo vescovo noto di Puzia di Numidia è Gaudenzio, il cui nome figura al 17º posto nella lista dei vescovi della Numidia convocati a Cartagine dal re vandalo Unerico nel 484; Gaudenzio, come tutti gli altri vescovi cattolici africani, fu condannato all'esilio.
Dal 1933 Puzia di Numidia è annoverata tra le sedi vescovili titolari della Chiesa cattolica; la sede è vacante dal 25 luglio 2025.

## Cronotassi

### Vescovi residenti
- Felice ? † (menzionato nel 411) (vescovo donatista)
- Gaudenzio † (menzionato nel 484)

### Vescovi titolari
- James Richard Ham, M.M. † (28 novembre 1967 - 20 dicembre 2002 deceduto)
- Cornelius Sim † (20 ottobre 2004 - 28 novembre 2020 nominato cardinale presbitero di San Giuda Taddeo Apostolo)
- Osório Citora Afonso, I.M.C. (21 settembre 2023 - 25 luglio 2025 nominato vescovo di Quelimane)